# Sticky Sticky
Singles de Hello Venus
Would You Stay For Tea?
(2013) Wiggle Wiggle
(2015)
Sticky Sticky est une chanson du girl group sud-coréen Hello Venus. Elle est sortie le 6 novembre 2014 sous Fantagio et est le quatrième single du groupe. C'est la première sortie du groupe avec les nouveaux membres, Seoyoung et Yeoreum suivant les départs de Yoo Ara et Yoonjo après que Pledis Entertainment et Fantagio eurent terminé leur partenariat en juillet 2014,.

## Clip vidéo
Le clip vidéo est mis en ligne le 6 novembre 2014 et a été dirigée par Hong Won-ki de Zanybros.

## Liste des titres
| 1. | Hellovenus                   | Chakun         | Chakun, Mr. Kang                 | 1:23 |
| 2. | Sticky Sticky (끈적끈적)     | Brave Brothers | Brave Brothers, Elephant Kingdom | 3:26 |
| 3. | Whisky (위스키)              | Chakun         | Chakun, Elephant Kingdom         | 3:13 |
| 4. | Sticky Sticky (Instrumental) |                | Brave Brothers, Elephant Kingdom | 3:26 |

## Classement

### Single charts
| Pays         | Classement (2014)   | Meilleure position |
| ------------ | ------------------- | ------------------ |
| Corée du Sud | Gaon Digital Chart  | 87                 |
| Corée du Sud | Gaon Download chart | 69                 |
| Corée du Sud | Gaon BGM chart      | 34                 |
| Corée du Sud | Gaon Social chart   | 15                 |

### Album charts
| Pays         | Classement                | Meilleure position |
| ------------ | ------------------------- | ------------------ |
| Corée du Sud | Gaon Weekly albums chart  | 6                  |
| Corée du Sud | Gaon Monthly albums chart | 17                 |

### Ventes
| Classement          | Quantité |
| ------------------- | -------- |
| Gaon physical sales | 7 488    |

## Historique de sortie
| Pays         | Date            | Format                              | Label                                     | Catalogue |
| ------------ | --------------- | ----------------------------------- | ----------------------------------------- | --------- |
| Corée du Sud | 6 novembre 2014 | CD single, téléchargement numérique | Fantagio Music Neowiz Bugs Windmill Media | WMCD-0268 |
| Monde entier | 6 novembre 2014 | Téléchargement numérique            | Fantagio Music                            |           |